# Westland Lysander

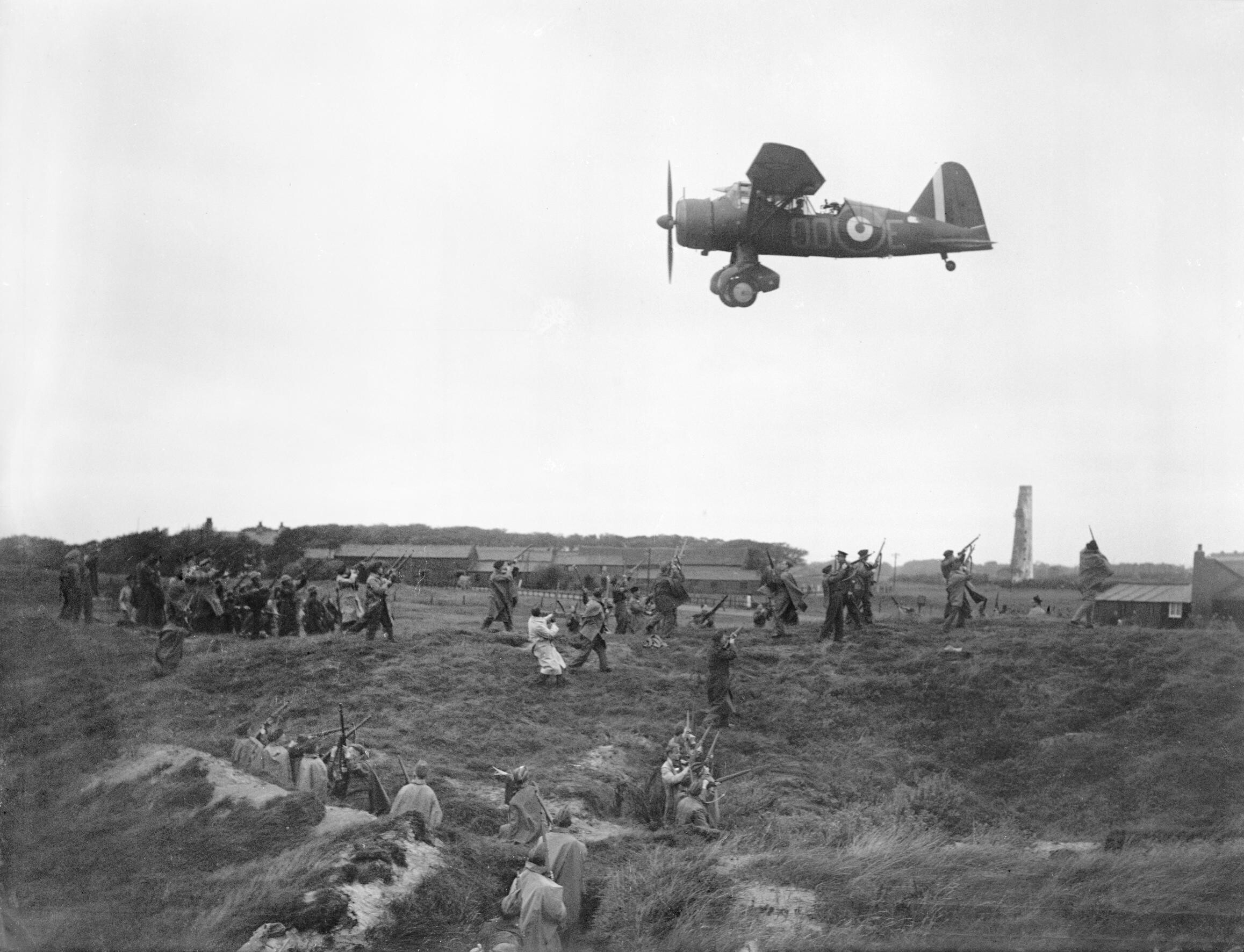

Westland Lysander là một loại máy bay liên lạc và hiệp đồng tác chiến với lục quân, do hãng Westland Aircraft chế tạo trước và trong Chiến tranh thế giới II. Sau khi trở nên lỗi thời trong nhiệm vụ hiệp đồng tác chiến với lục quân, nhờ khả năng cất hạ cánh trên đường băn ngắn nên nó được sử dụng trong các nhiệm vụ bí mật trên vùng đất Pháp bị chiếm đóng. Giống như các loại máy bay hiệp đồng tác chiến với lục quân, loại máy bay này được đặt theo tên của một vị tướng, đó là tướng Lysander của Sparta.

## Biến thể

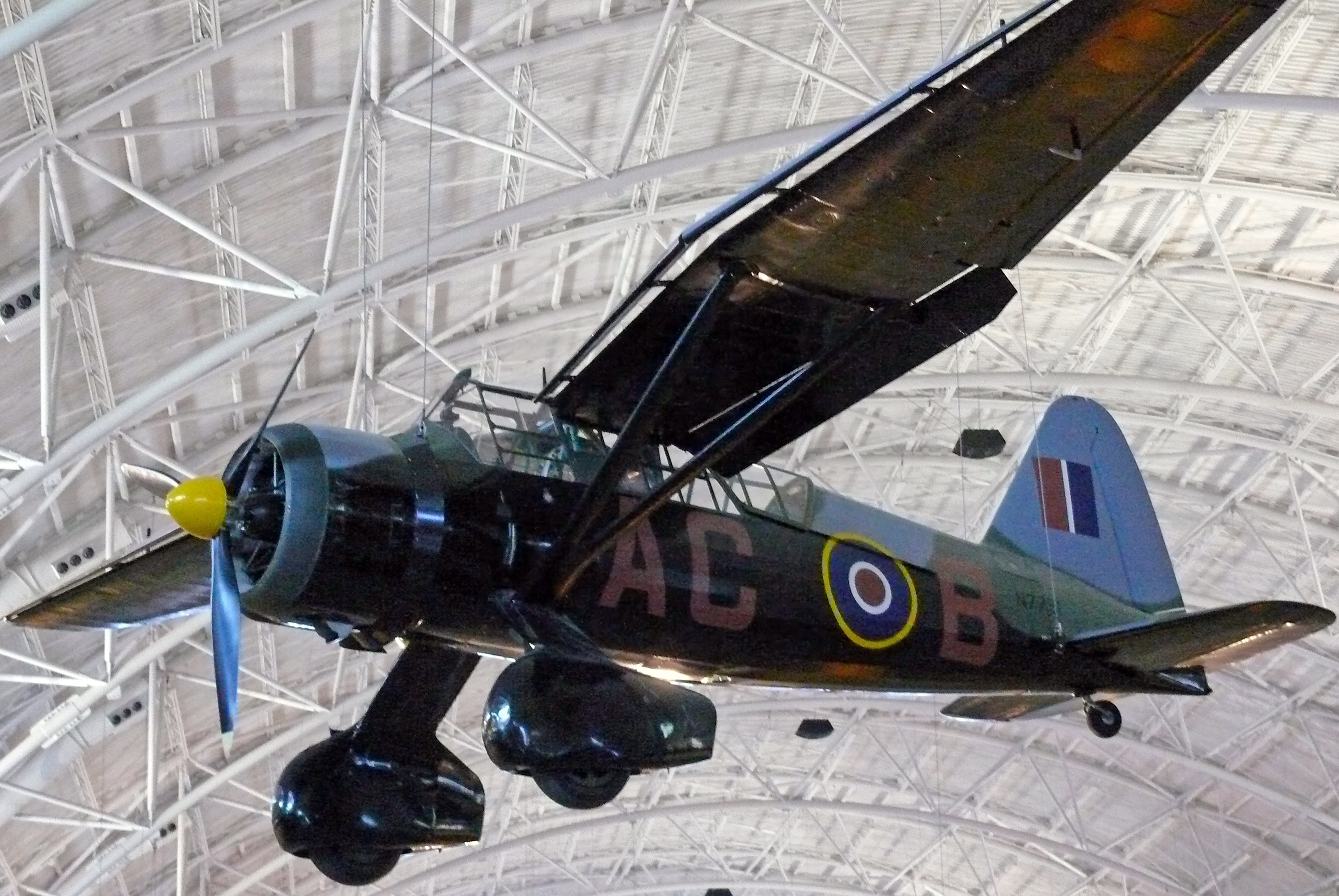
Một chiếc Westland Lysander IIIA trưng bày tại Trung tâm Steven F. Udvar-Hazy

Lysander Mk.I
Lysander TT Mk I
Lysander Mk II
Lysander TT Mk II
Lysander Mk III
Lysander Mk IIIA
Lysander Mk III SCW
Lysander TT Mk III
Lysander TT Mk IIIA
P.12 Lysander Delanne

## Quốc gia sử dụng
- Úc
- British India
- Canada
- Egypt
- Phần Lan
- Free France
- Ireland
- Ba Lan
- Bồ Đào Nha
- South Africa
- Thổ Nhĩ Kỳ
- UK
- United States

## Tính năng kỹ chiến thuật (Lysander Mk III)
Dữ liệu lấy từ Westland Aircraft since 1915
Đặc điểm tổng quát
- Kíp lái: 1 (phi công)
- Sức chứa: 1 hành khách (hoặc người quan sát)
- Chiều dài: 30 ft 6 in (9,29 m)
- Sải cánh: 50 ft 0 in (15,24 m)
- Chiều cao: 14 ft 6 in (4,42 m)
- Diện tích cánh: 260 ft² (24,2 m²)
- Trọng lượng rỗng: 4.365 lb (1.984 kg)
- Trọng lượng cất cánh tối đa: 6.330 lb (2.877 kg)
- Động cơ: 1 × Bristol Mercury XX, 870 hp (649 kW)

 Hiệu suất bay 
- Vận tốc cực đại: 212 mph (184 knot, 341 km/h) trên độ cao 5.000 ft (1.520 m)
- Tầm bay: 600 dặm (522 hải lý, 966 km)
- Trần bay: 21.500 ft (6.550 m)
- Lên độ cao 10,000 ft (3,050 m): 8 phút

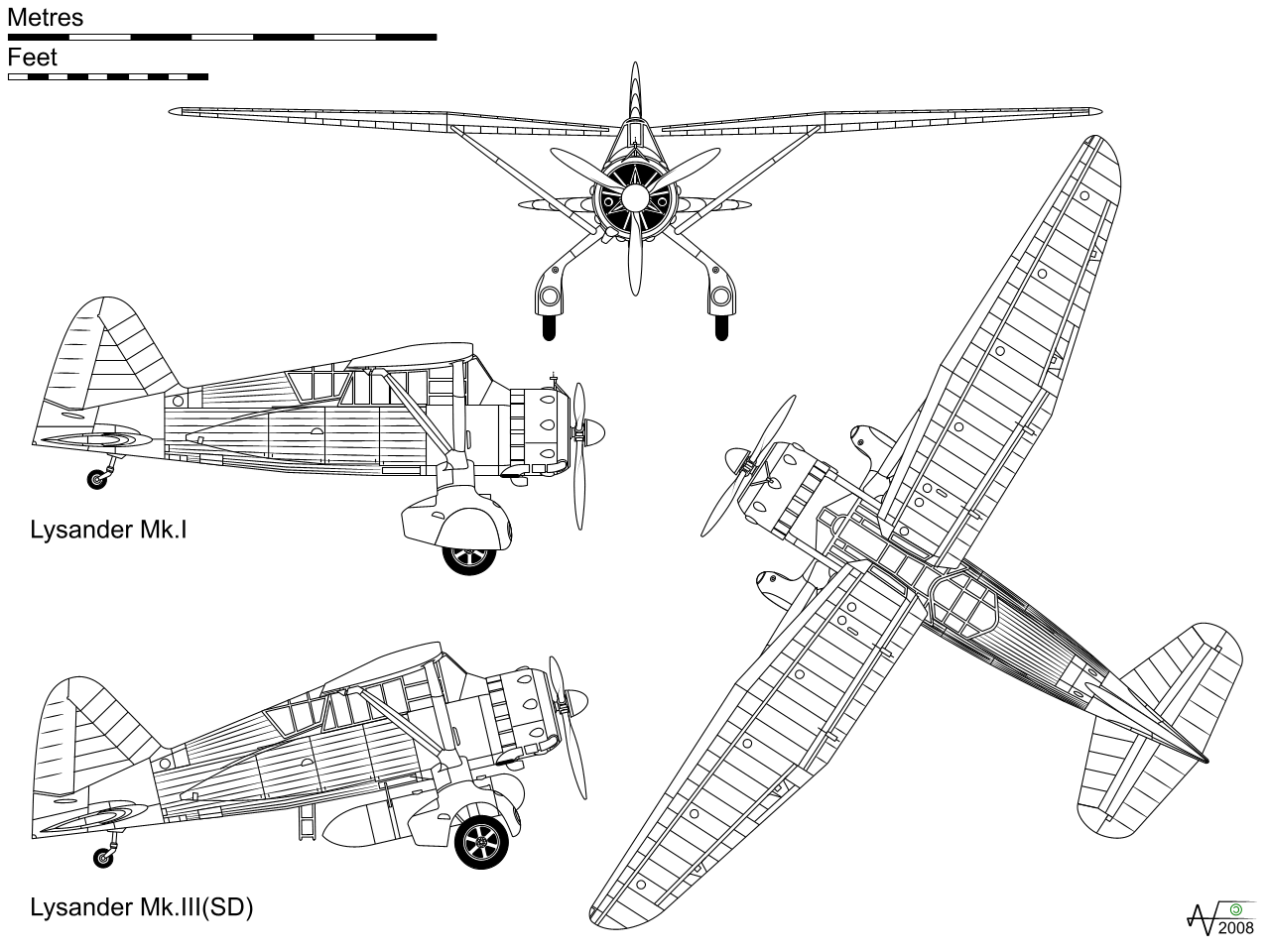

- Đường băng chạy cất cánh để đạt độ cao 50 ft (15 m): 305 yard (279 m)

Trang bị vũ khí

- Súng: 2 súng máy Browning .303 in (7,7 mm) và 2 súng máy Lewis.303
- Bom: 4 quả bom 20 lb (9 kg) dưới thân và 500 lb (227 kg) bom dưới cánh